# Buckhead Ridge
Buckhead Ridge ist ein census-designated place (CDP) im Glades County im US-Bundesstaat Florida mit 1509 Einwohnern (Stand: 2020).

## Geographie
Buckhead Ridge liegt an der Mündung des Kissimmee River in den Lake Okeechobee im Nordosten des Countys, rund 45 km nordöstlich von Moore Haven. Der CDP wird von der Florida State Road 78 tangiert. Miami befindet sich etwa 180 km, Orlando 210 km und Tampa 230 km entfernt.

## Demographische Daten
Laut der Volkszählung 2010 verteilten sich die damaligen 1450 Einwohner auf 1227 Haushalte. Die Bevölkerungsdichte lag bei 426,5 Einw./km². 97,8 % der Bevölkerung bezeichneten sich als Weiße, 0,6 % als Afroamerikaner, 0,7 % als Indianer und 0,1 % als Asian Americans. 0,1 % gaben die Angehörigkeit zu einer anderen Ethnie und 0,8 % zu mehreren Ethnien an. 2,1 % der Bevölkerung bestand aus Hispanics oder Latinos.
Im Jahr 2010 lebten in 12,7 % aller Haushalte Kinder unter 18 Jahren sowie 59,2 % aller Haushalte Personen mit mindestens 65 Jahren. 63,7 % der Haushalte waren Familienhaushalte (bestehend aus verheirateten Paaren mit oder ohne Nachkommen bzw. einem Elternteil mit Nachkomme). Die durchschnittliche Größe eines Haushalts lag bei 2,03 Personen und die durchschnittliche Familiengröße bei 2,44 Personen.
11,1 % der Bevölkerung waren jünger als 20 Jahre, 10,4 % waren 20 bis 39 Jahre alt, 25,4 % waren 40 bis 59 Jahre alt und 53,1 % waren mindestens 60 Jahre alt. Das mittlere Alter betrug 62 Jahre. 49,4 % der Bevölkerung waren männlich und 50,6 % weiblich.
Das durchschnittliche Jahreseinkommen lag bei 41.196 $, dabei lebten 6,8 % der Bevölkerung unter der Armutsgrenze.
Im Jahr 2000 war Englisch die Muttersprache von 100 % der Bevölkerung.